# Reino de Wu
Reino de Wu (em chinês: 吳; romaniz.: Wú) foi um Estado da antiga China durante o Período Chou (1046–256 a.C.) e o Período das Primaveras e Outonos (771–476 a.C.) centrado em Wu (atual Sucheu). Foi alegadamente fundado pelo tio do rei Wen de Chou (r. 1099–1055 a.C.), porém, independente disso, a população era composta por nativos. Permaneceu por séculos inerte, mas por volta de 583 a.C., quando os Reinos de Jim e Chu estavam guerreando, o antigo ministro de Chu que se refugiou em Jim sugeriu que uma embaixada fosse enviada a Wu para formar uma aliança. A estratégia surtiu efeito, pois Wu anexou terras de vários ex-subordinados de Chu e participou nas reuniões interestatais no norte. Manteve pressão sobre Chu, enviando um terço de seu exército para atacar periodicamente áreas distintas. Em 506 a.C., com a exaustão de Chu, lançou grande invasão, derrotando Chu em cinco batalhas consecutivas e quase causando seu colapso.
Em 510 a.C., Wu invadiu o Reino de Yue e desde então estes reinos lutaram entre si pelo controle da terra fértil do delta do rio Azul. Em 496 a.C., o rei de Wu morreu de feridas sofridas numa invasão de Iue. Em 493 a.C., Fuchai de Wu (r. 495–474), para vingar a morte de seu pai, derrotou Iue decisivamente, forçando Goujian de Yue (r. 496–465 a.C.) a se render. Em 486 a.C., começou a cavar um canal para ligar a planície central com o sul e em 485 a.C., derrotou o Reino de Chi. Ao estender o seu canal a oeste até Honã, desafiou Jim pelo estatuto como Ba (poder hegemônico). Jim foi derrotado e Fuchai fez uma conferência interestatal em Huangchi em 482 a.C.. Almejando se vingar, nos anos 470 a.C., se aproveitando que Fuchai estava no norte guerreando, Goujian lançou grande expedição contra sua capital, que foi tomada e seu herdeiro aparente morreu. Fuchai retornou às pressas para Huangchi e pediu uma trégua, mas Goujian se recusou e enviou outra grande expedição em 473 a.C.. Após três anos de cerco, a capital foi novamente tomada e Fuchai se enforcou, causando o colapso de Wu.